# Triário

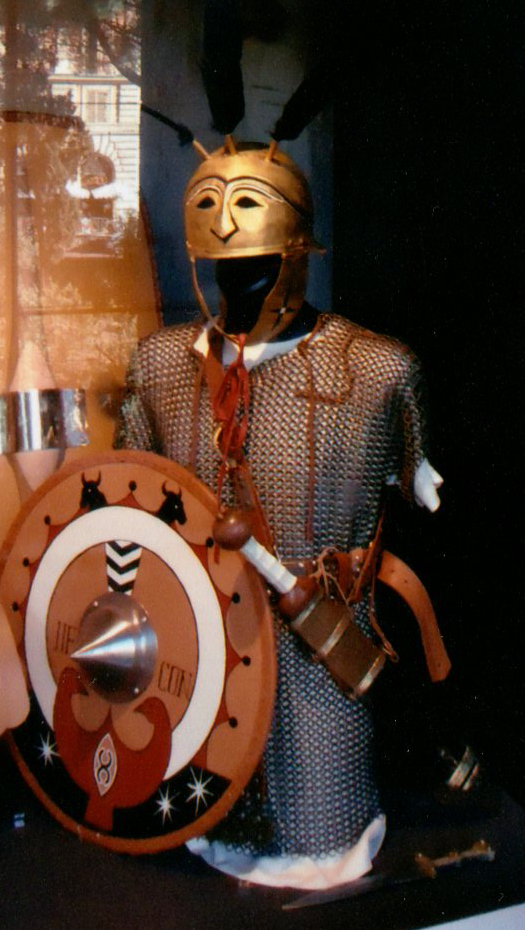
Réplica da armadura de um triário.

Os triários (em latim: triarii; Em singular: triarius) eram soldados romanos fortemente armados, ricos, experientes, veteranos ou reformados, que intervinham quando os ataques dos hastados e príncipes falhavam. Os triários localizavam-se na terceira linha da formação romana e possuíam função defensiva. Quando em ação, formavam uma barreira defensiva para que as outras tropas pudessem recuar com segurança. Segundo Arther Ferril, o motivo pelo qual os melhores guerreiros posicionavam-se atrás das linhas ofensivas, era para evitar o pânico e a retirada desordenada. Vale ressaltar que, por ser a retirada um momento de grandes baixas, recebia atenção especial na logística militar do exército. Portanto, a presença dos triários dava segurança aos soldados que se encontravam à frente da batalha, e permitia que a retirada ordenada fosse realizada com segurança. Os triários deixaram de existir com a reforma do Exercito Romano realizado por Caio Mário em meados do ano 105 A.C. Os Triários são os antecessores da Guarda Pretoriana.

## História e desenvolvimento
De acordo com o autor Pat Southern, os triários podem ter evoluído da antiga primeira classe do exército dos reis etruscos. A primeira classe era composta pelos soldados mais ricos da legião, equipados com lanças, couraças e grandes escudos, como os pesados hoplitas gregos. Eles serviam como infantaria pesada no início do exército romano e eram usados na frente de uma formação de falange muito grande. Depois de algum tempo, os confrontos com os samnitas e os gauleses parecem ter ensinado aos romanos a importância da flexibilidade e a inadequação da falange no terreno acidentado e montanhoso da Itália central.

### Era Camillan
No século IV a.C., as formações militares que os romanos haviam herdado dos etruscos ainda estavam em uso. Embora sua eficiência fosse duvidosa, elas se mostraram eficazes contra os adversários de Roma, em sua maioria os locais. Quando os gauleses invadiram a Etrúria em 390 a.C., os habitantes pediram ajuda a Roma. O pequeno contingente que Roma enviou para repelir os invasores gauleses provocou um ataque em grande escala contra Roma e todo o exército romano foi destruído na Batalha de Allia.
Essa derrota esmagadora levou Marcus Furius Camillus a fazer uma série de reformas militares. No novo sistema, os homens eram classificados em classes de acordo com a riqueza, sendo os triários os mais ricos depois dos équites montados. Os triários estavam armados com lanças, ou hastas, com cerca de 2 metros de comprimento. Eles também carregavam espadas, ou gládios, com cerca de 84 centímetros de comprimento, caso a lança se quebrasse ou o inimigo se aproximasse demais.
Eles lutavam como hoplitas, geralmente carregando clipei, grandes escudos gregos redondos, e usando capacetes de bronze, muitas vezes com várias penas fixadas na parte superior para aumentar a estatura. Muitas pessoas pintavam ou gravavam retratos de seus antepassados em seus escudos, acreditando que isso lhes traria sorte na batalha.
Nesse novo tipo de unidade, os 900 triários, formavam 15 maniples, unidades militares de 60 homens cada, que, por sua vez, faziam parte de 15 ordines, unidades maiores compostas por um maniple de triário, um maniple de rorarii e um maniple de accensi. Os triários ficavam na terceira linha da legião, atrás da linha de frente de hasdatos e da segunda linha de princeps, e na frente dos rorarii e accensi. Em uma batalha campal, os leves, escaramuçadores armados com dardos que estavam ligados aos manípulos dos hasdatos, formavam-se na frente da legião e atacavam o inimigo com dardos e cobriam o avanço dos hasdatos, infantaria armada com lanças.
Se os hasdatos não conseguissem vencer o inimigo, eles recuavam e deixavam os princeps, infantaria mais pesada e experiente, assumir o controle. Se os princeps não conseguissem romper o inimigo, eles se retiravam atrás dos triários, que, por sua vez, enfrentavam o inimigo - daí a expressão rem ad Triarios redisse, "chegou a vez dos triários" - sinalizando um ato de desespero. Os équites, homens de cavalaria, eram usados como flanqueadores e para perseguir inimigos em fuga. Os rorarii, os soldados de reserva mais pobres, e os accensi, as tropas menos confiáveis armadas com fundas, eram usados em uma função de apoio, fornecendo massa e apoiando áreas vacilantes da linha.

### Sistema Polibiano
Na época da Segunda Guerra Púnica, no final do século III a.C., esse sistema havia se mostrado ineficiente contra inimigos como Cartago. Após uma série de mudanças mais "orgânicas", em vez de uma única reforma intencional, um novo sistema foi gradualmente criado. A infantaria foi classificada em classes de acordo com a idade e a experiência, e não com a riqueza, sendo os triários os mais experientes. Seu equipamento e função eram muito semelhantes aos do sistema anterior, exceto pelo fato de que agora eles carregavam scuta, grandes escudos retangulares que ofereciam um grau maior de proteção do que os antigos clipeus redondos.
O número de triários foi reduzido para 600 por legião, formando 10 maniples de 60 homens cada. Os triários ainda compunham a terceira linha da legião, atrás da linha de frente dos hasdatos e da segunda linha dos princeps, mas os rorarii e os accensi foram eliminados. Os leves foram substituídos pelos vélites, que tinham uma função semelhante, mas também estavam ligados aos princeps e triários.
As batalhas campais eram conduzidas de maneira semelhante: os vélites se reuniam na frente e lançavam dardos para cobrir o avanço dos hasdatos. Se os hasdatos não conseguissem romper o inimigo, eles recuariam para os princeps, que, junto com os hasdatos, haviam sido reequipados com pilo em vez de lanças. Se os princeps não conseguissem romper o inimigo, eles se retirariam atrás dos triários, que então enfrentariam o inimigo.
Essa ordem de batalha foi quase sempre seguida, sendo a Batalha das Grandes Planícies e a Batalha de Zama algumas das poucas exceções notáveis. Nas Grandes Planícies, Cipião, o general romano, formou seus homens da maneira usual, mas, assim que os hasdatos começaram a enfrentar o inimigo, ele usou seus princeps e triários como uma força de flanco, eliminando os cartagineses adversários. Em Zama, Cipião organizou seus homens em colunas, lado a lado, com grandes corredores entre elas. Os elefantes cartagineses adversários foram atraídos para essas pistas, onde muitos foram mortos por vélites sem causar muitas baixas aos romanos. Depois que os elefantes sobreviventes foram derrotados, Cipião formou seus homens em uma longa linha com seus triários e princeps no centro e hasdatos nos flancos, prontos para enfrentar a infantaria cartaginesa.

### Final da república
Com as supostas reformas militares de Gaius Marius em 107 a.C., implementadas para combater a escassez de mão de obra devido às guerras contra Jugurtha na África e as tribos germânicas ao norte, as diferentes classes de unidades foram totalmente eliminadas. Os auxiliares, tropas irregulares locais, cumpririam outras funções, servindo como arqueiros, escaramuçadores e cavalaria. Sallust, em sua Guerra de Jugurthine, descreve vários casos em que a infantaria pesada regular romana ou aliada era equipada com equipamentos leves e usada como soldados leves a pé.. Essa era supostamente uma prática comum.